# آلاشوشه
آلاشوشه (به لاتین: Alaševce) یک منطقهٔ مسکونی در مقدونیه شمالی است که در شهرداری لیپکوو واقع شده‌است. آلاشوشه ۱۲۶ نفر جمعیت دارد.